# Michal Peprník
Michal Peprník (9 de enero de 1960, Kroměříž) es profesor, crítico literario y escritor checo.

Obtuvo la habilitación en el 2003.
Estudioso de la cultura de los Estados Unidos, es profesor de literatura estadounidense en la Universidad Palacký de Olomouc. Actualmente es director de la sección de literatura en el departamento de estudios ingleses y estadounidenses. También es el secretario de la Asociación Checa y Eslovaca de Estudios Estadounidenses (The Czech and Slovak Association for American Studies).
Se interesa sobre todo por la literatura del siglo XIX (en especial, por las novelas del escritor estadounidense James F. Cooper), el posmodernismo, la literatura fantástica y la literatura checa traducida al inglés. En 1992 y en 1993, fue lector de literatura checa en el departamento de estudios eslavos de la Universidad de Glasgow.